# Storasyster & Lillebror
Storasyster & Lillebror är två fiktiva figurer, skapade av de svenska författarna Anders Jacobsson och Sören Olsson. Den animerade serien producerades 1997 av Sveriges Television och DRK. Målgruppen är barn i förskoleåldern.

## Handling
Böckerna handlar om en familj, med dagisbarnen Lillebror och Storasyster, tonåringen Stora Brorsan, samt Mamma och Pappa.

## Figurer
- Pappan. Är duktig på att hitta på saker, men ibland lite busig.
- Mamman. Arbetar ofta, och brukar sova under ledig tid.
- Stora brorsan. Är lång, och ungdom.
- Storasyster. Är ganska känslosam, glad och kreativ flicka. Leker ibland med Lillebror.
- Lillebror. Leker ibland med Storasyster. Då de bråkar brukar pappa komma och säga till dem att sluta.

## Böcker
| Titel                                     | Utgivningsår |
| ----------------------------------------- | ------------ |
| Storasyster & Lillebror leker             | 1994         |
| Storasyster & Lillebror och glassen       | 1994         |
| Storasyster & Lillebror och gropen        | 1994         |
| Storasyster & Lillebror och radion        | 1994         |
| Storasyster & Lillebror och hallonen      | 1995         |
| Storasyster & Lillebror och prutten       | 1995         |
| Storasyster & Lillebror och dagiset       | 1997         |
| Storasyster & Lillebror och maskeradlådan | 1998         |
| Storasyster & Lillebror och dammsugaren   | 1998         |
| Storasyster & Lillebror och dummisarna    | 1999         |
| Storasyster & Lillebror och pussarna      | 1999         |

### Fotnoter
1. ↑  Ulla Rhedin (27 januari 1996). ”Kärleksfullt välgjort” (på svenska). Dagens nyheter. https://www.dn.se/arkiv/kultur/karleksfullt-valgjort-gott-om-blivande-klassiker-bland-bildberattelsebockerna/. Läst 22 oktober 2017.